# Amiota bicolorata
Amiota bicolorata är en tvåvingeart som beskrevs av Bock 1989. Amiota bicolorata ingår i släktet Amiota och familjen daggflugor. Inga underarter finns listade i Catalogue of Life.